# Chiesa cattolica in Ghana
La Chiesa cattolica in Ghana è parte della Chiesa cattolica universale in comunione con il vescovo di Roma, il papa.

## Storia
Il cattolicesimo in Ghana giunge già alla fine del XV secolo ad opera di missionari portoghesi, ma è solo verso il 1572 che gli agostiniani inaugurano una missione organizzata. Gli sforzi cattolici di evangelizzare quelle terre sono vanificati nel corso del XVII secolo dalla proibizione del cattolicesimo imposto dai calvinisti olandesi. Durante il XIX secolo riprende la missione cattolica e nel 1879 viene eretta la prefettura apostolica della Costa d'Oro, che nel 1901 diventa vicariato apostolico. Con l'indipendenza del 1957 inizia anche l'organizzazione ecclesiastica del territorio. Nel 1980 papa Giovanni Paolo II si recò in visita pastorale nel Paese. Nel 2003 viene creato il primo cardinale ghanese, monsignor Peter Turkson.

## Organizzazione ecclesiastica
La Chiesa cattolica è presente sul territorio con 4 sedi metropolitane, 15 diocesi suffraganee ed 1 vicariato apostolico:
- l'arcidiocesi di Accra ha come suffraganee le diocesi di Ho, Jasikan, Keta-Akatsi, Koforidua;
- l'arcidiocesi di Cape Coast ha come suffraganee le diocesi di Sekondi-Takoradi, Wiawso;
- l'arcidiocesi di Kumasi ha come suffraganee le diocesi di Goaso, Konongo-Mampong, Obuasi, Sunyani, Techiman;
- l'arcidiocesi di Tamale ha come suffraganee le diocesi di Damongo, Navrongo-Bolgatanga, Wa, Yendi;
- il vicariato apostolico di Donkorkrom è immediatamente soggetto alla Santa Sede.

## Statistiche
Alla fine del 2004 la Chiesa cattolica in Ghana contava:
- 351 parrocchie;
- 603 preti;
- 821 suore religiose;
- 3.887 istituti scolastici;
- 390 istituti di beneficenza.

La popolazione cattolica ammontava a 2.527.572 cristiani, pari al 12,85% della popolazione.

## Nunziatura apostolica
Il 3 maggio 1960, in forza del breve Decet Nos di papa Giovanni XXIII, la delegazione apostolica di Dakar assume il nuovo nome di delegazione apostolica dell'Africa Occidentale, con giurisdizione sui seguenti stati africani: Ghana, Senegal, Alto Volta, Costa d'Avorio, Dahomey, Guinea, Mauritania, Niger, Sudan, Togo, Gambia e Sierra Leone.
Il 28 marzo 1965, in forza del breve Supremi Pontificatus di papa Paolo VI, i Paesi del Ghana e della Sierra Leone furono sottratti alla giurisdizione della delegazione apostolica dell'Africa Occidentale ed uniti alla delegazione apostolica dell'Africa Centro-Occidentale.
Il 10 ottobre 1973, con il breve apostolico Verba Christi del medesimo papa Paolo VI, è eretta la delegazione apostolica di Nigeria e Ghana. Sede della delegazione apostolica è la città di Lagos.
Il 14 giugno 1976, con l'instaurazione di rapporti diplomatici tra la Santa Sede e il Ghana, nasce la Nunziatura apostolica del Ghana in forza del breve apostolico Qui mentem di papa Paolo VI.

### Delegato apostolico
- Girolamo Prigione, arcivescovo titolare di Lauriaco (2 ottobre 1973 - 7 febbraio 1976 nominato delegato apostolico in Messico)

### Pro-nunzi apostolici
- Giuseppe Ferraioli, arcivescovo titolare di Volturno (14 giugno 1976 - 21 luglio 1981 nominato pro-nunzio apostolico in Kenya e delegato apostolico nelle Seychelles)
- Ivan Dias, arcivescovo titolare di Rusubisir (8 maggio 1982 - 20 giugno 1987 nominato nunzio apostolico in Corea)
- Giuseppe Bertello, arcivescovo titolare di Urbisaglia (17 ottobre 1987 - 12 gennaio 1991 nominato nunzio apostolico in Ruanda)
- Abraham Kattumana, arcivescovo titolare di Cebarades (8 maggio 1991 - 16 dicembre 1992 nominato delegato pontificio per la Chiesa cattolica siro-malabarese e presidente del Sinodo della Chiesa siro-malabarese)

### Nunzi apostolici
- André Pierre Louis Dupuy, arcivescovo titolare di Selsey (6 aprile 1993 - 27 marzo 2000 nominato nunzio apostolico in Venezuela)
- George Kocherry, arcivescovo titolare di Othona (10 giugno 2000 - 22 dicembre 2007 nominato nunzio apostolico in Zimbabwe
- Léon Kalenga Badikebele, arcivescovo titolare di Magneto (1º marzo 2008 - 22 aprile 2013 nominato nunzio apostolico in El Salvador)
- Jean-Marie Speich, arcivescovo titolare di Sulci (17 agosto 2013 - 19 marzo 2019 nominato nunzio apostolico in Slovenia e delegato apostolico in Kosovo)
- Henryk Mieczysław Jagodziński, arcivescovo titolare di Limosano (3 maggio 2020 - 16 aprile 2024 nominato nunzio apostolico in Sudafrica e Lesotho)
- Julien Kaboré, arcivescovo titolare di Milevi, dal 29 giugno 2024

## Conferenza episcopale
Elenco dei presidenti della Conferenza dei vescovi del Ghana:
- Arcivescovo John Kodwo Amissah (1966 - 1973)
- Vescovo Dominic Kodwo Andoh (1973 - 1982)
- Arcivescovo Peter Proeku Dery (1982 - 1988)
- Vescovo Peter Kwasi Sarpong (1988 - 1991)
- Vescovo Francis Anani Kofi Lodonu (1991 - 1997)
- Cardinale Peter Kodwo Appiah Turkson (1997 - luglio 2005)
- Vescovo Lucas Abadamloora (luglio 2005 - 23 dicembre 2009)
- Vescovo Joseph Osei-Bonsu (novembre 2010 - 14 ottobre 2016)
- Arcivescovo Philip Naameh (14 ottobre 2016 - 10 novembre 2022)
- Vescovo Matthew Kwasi Gyamfi, dal 10 novembre 2022

Elenco dei vicepresidenti della Conferenza dei vescovi del Ghana:
- Arcivescovo Gabriel Charles Palmer-Buckle (14 ottobre 2016 - 10 novembre 2022)
- Vescovo Emmanuel Kofi Fianu, S.V.D., dal 10 novembre 2022

Elenco dei segretari generali della Conferenza dei vescovi del Ghana:
- Presbitero Nicholas Afriyie (marzo 2007 - 17 giugno 2016)
- Presbitero Lazarus Anondee (17 giugno 2016 – 12 giugno 2023)
- Presbitero Clement Kwasi Adjei, dal 12 giugno 2023